# To the Hilt
To the Hilt je jedenácté studiové album nizozemské rockové skupiny Golden Earring, vydané v lednu roku 1976 společností Polydor Records. Jeho obal vytvořila britská skupina Hipgnosis. V nizozemské hitparádě se umístilo na třetí příčce. V americké Billboard 200 dosáhlo 156.

## Seznam skladeb
Všechny skladby napsali Barry Hay a George Kooymans, pokud není uvedeno jinak.
| Pořadí         | Název           | Autor                      | Délka |
| -------------- | --------------- | -------------------------- | ----- |
| 1.             | Why Me?         | John Fenton, Hay, Kooymans | 7:13  |
| 2.             | Facedancer      |                            | 4:09  |
| 3.             | To the Hilt     |                            | 3:07  |
| 4.             | Nomad           |                            | 7:06  |
| 5.             | Sleepwalkin'    |                            | 5:00  |
| 6.             | Latin Lightning |                            | 7:15  |
| 7.             | Violins         |                            | 10:21 |
| Celková délka: | Celková délka:  | Celková délka:             | 44:11 |

## Sestava

### Godlden Earring
- Rinus Gerritsen – baskytara, klávesy
- Barry Hay – flétna, zpěv
- George Kooymans – kytara, zpěv
- Robert Jan Stips – syntezátor, klávesy
- Cesar Zuiderwijk – perkuse, bicí

### Ostatní hudebníci
- Bertus Borgers – saxofon
- Chris Mercer – saxofon, tenorsaxofon